# Grand Prix Formule 1 van Spanje 2019
De Grand Prix Formule 1 van Spanje 2019 werd gehouden op 12 mei op het Circuit de Barcelona-Catalunya. Het was de vijfde race van het seizoen 2019.

## Vrije trainingen
- Er wordt enkel de top-5 weergegeven.

| Vrije training 1 | Pos | No | Coureur          | Constructeur   | Tijd     |
| ---------------- | --- | -- | ---------------- | -------------- | -------- |
| Vrije training 1 | 1   | 77 | Valtteri Bottas  | Mercedes       | 1:17.951 |
| Vrije training 1 | 2   | 5  | Sebastian Vettel | Ferrari        | 1:18.066 |
| Vrije training 1 | 3   | 16 | Charles Leclerc  | Ferrari        | 1:18.172 |
| Vrije training 1 | 4   | 44 | Lewis Hamilton   | Mercedes       | 1:18.575 |
| Vrije training 1 | 5   | 8  | Romain Grosjean  | Haas-Ferrari   | 1:18.943 |
| Vrije training 2 | Pos | No | Coureur          | Constructeur   | Tijd     |
| Vrije training 2 | 1   | 77 | Valtteri Bottas  | Mercedes       | 1:17.284 |
| Vrije training 2 | 2   | 44 | Lewis Hamilton   | Mercedes       | 1:17.333 |
| Vrije training 2 | 3   | 16 | Charles Leclerc  | Ferrari        | 1:17.585 |
| Vrije training 2 | 4   | 5  | Sebastian Vettel | Ferrari        | 1:17.673 |
| Vrije training 2 | 5   | 33 | Max Verstappen   | Red Bull-Honda | 1:18.035 |
| Vrije training 3 | Pos | No | Coureur          | Constructeur   | Tijd     |
| Vrije training 3 | 1   | 44 | Lewis Hamilton   | Mercedes       | 1:16.568 |
| Vrije training 3 | 2   | 16 | Charles Leclerc  | Ferrari        | 1:17.099 |
| Vrije training 3 | 3   | 77 | Valtteri Bottas  | Mercedes       | 1:17.123 |
| Vrije training 3 | 4   | 5  | Sebastian Vettel | Ferrari        | 1:17.172 |
| Vrije training 3 | 5   | 8  | Romain Grosjean  | Haas-Ferrari   | 1:17.192 |

## Kwalificatie
Valtteri Bottas behaalde voor Mercedes zijn tweede pole position van het seizoen door teamgenoot Lewis Hamilton te verslaan. Ferrari-coureur Sebastian Vettel en Red Bull-rijder Max Verstappen kwalificeerden zich als derde en vierde. Hun respectievelijke teamgenoten Charles Leclerc en Pierre Gasly zetten de vijfde en zesde tijd neer. Het Haas-duo Romain Grosjean en Kevin Magnussen kwalificeerde zich als zevende en achtste. De top 10 werd afgesloten door Toro Rosso-coureur Daniil Kvjat en Renault-rijder Daniel Ricciardo.
Daniel Ricciardo kreeg na afloop van de vorige race in Azerbeidzjan een straf van drie startplaatsen voor de Grand Prix van Spanje. Nadat zowel hij als Daniil Kvjat in een bocht rechtdoor waren geschoten, zette Ricciardo zijn auto in de achteruitversnelling en raakte hij de auto van Kvjat, waardoor beide coureurs uiteindelijk moesten uitvallen. Williams-coureur George Russell moest vanwege een crash in de derde vrije training zijn versnellingsbak vervangen. Deze was nog niet de minimale zes races meegegaan, waardoor hij een straf van vijf startplaatsen kreeg. Renault-rijder Nico Hülkenberg moet uit de pitstraat starten omdat hij zijn voorvleugel aan moest laten passen na een crash in de kwalificatie en daardoor de parc fermé-reglementen overtrad. Alfa Romeo-coureur Antonio Giovinazzi moest zijn versnellingsbak laten vervangen en kreeg hiervoor, net als Russell, een straf van vijf startplaatsen.
| Pos                 | No | Coureur            | Constructeur              | Q1       | Q2       | Q3       | Grid |
| ------------------- | -- | ------------------ | ------------------------- | -------- | -------- | -------- | ---- |
| 1                   | 77 | Valtteri Bottas    | Mercedes                  | 1:16.979 | 1:15.924 | 1:15.406 | 1    |
| 2                   | 44 | Lewis Hamilton     | Mercedes                  | 1:17.292 | 1:16.038 | 1:16.040 | 2    |
| 3                   | 5  | Sebastian Vettel   | Ferrari                   | 1:17.425 | 1:16.667 | 1:16.272 | 3    |
| 4                   | 33 | Max Verstappen     | Red Bull-Honda            | 1:17.244 | 1:16.726 | 1:16.357 | 4    |
| 5                   | 16 | Charles Leclerc    | Ferrari                   | 1:17.388 | 1:16.714 | 1:16.588 | 5    |
| 6                   | 10 | Pierre Gasly       | Red Bull-Honda            | 1:17.862 | 1:16.932 | 1:16.708 | 6    |
| 7                   | 8  | Romain Grosjean    | Haas-Ferrari              | 1:18.042 | 1:17.066 | 1:16.911 | 7    |
| 8                   | 20 | Kevin Magnussen    | Haas-Ferrari              | 1:17.669 | 1:17.272 | 1:16.922 | 8    |
| 9                   | 26 | Daniil Kvjat       | Toro Rosso-Honda          | 1:17.914 | 1:17.243 | 1:17.573 | 9    |
| 10                  | 3  | Daniel Ricciardo   | Renault                   | 1:18.385 | 1:17.299 | 1:18.106 | 13   |
| 11                  | 4  | Lando Norris       | McLaren-Renault           | 1:17.611 | 1:17.338 |          | 10   |
| 12                  | 23 | Alexander Albon    | Toro Rosso-Honda          | 1:17.796 | 1:17.445 |          | 11   |
| 13                  | 55 | Carlos Sainz jr.   | McLaren-Renault           | 1:17.760 | 1:17.599 |          | 12   |
| 14                  | 7  | Kimi Räikkönen     | Alfa Romeo-Ferrari        | 1:18.132 | 1:17.788 |          | 14   |
| 15                  | 11 | Sergio Pérez       | Racing Point-BWT Mercedes | 1:18.286 | 1:17.886 |          | 15   |
| 16                  | 27 | Nico Hülkenberg    | Renault                   | 1:18.404 |          |          | Pit  |
| 17                  | 18 | Lance Stroll       | Racing Point-BWT Mercedes | 1:18.471 |          |          | 16   |
| 18                  | 99 | Antonio Giovinazzi | Alfa Romeo-Ferrari        | 1:18.664 |          |          | 18   |
| 19                  | 63 | George Russell     | Williams-Mercedes         | 1:19.072 |          |          | 19   |
| 20                  | 88 | Robert Kubica      | Williams-Mercedes         | 1:20.254 |          |          | 17   |
| 107% tijd: 1:22.367 |    |                    |                           |          |          |          |      |

## Wedstrijd
De race werd gewonnen door Lewis Hamilton, die zijn derde overwinning van het seizoen behaalde door bij de start zijn als tweede geëindigde teamgenoot Valtteri Bottas in te halen. Max Verstappen eindigde als derde, voor de Ferrari-rijders Sebastian Vettel en Charles Leclerc. Pierre Gasly eindigde op de zesde plaats. Kevin Magnussen werd zevende, voor McLaren-coureur Carlos Sainz jr. De top 10 werd afgesloten door Daniil Kvjat en Romain Grosjean.
| Pos. | No. | Coureur            | Constructeur              | Rondes | Tijd/Oorzaak uitval | Grid | Punten |
| ---- | --- | ------------------ | ------------------------- | ------ | ------------------- | ---- | ------ |
| 1    | 44  | Lewis Hamilton     | Mercedes                  | 66     | 1:35:50.443         | 2    | 26S    |
| 2    | 77  | Valtteri Bottas    | Mercedes                  | 66     | +4.074              | 1    | 18     |
| 3    | 33  | Max Verstappen     | Red Bull-Honda            | 66     | +7.679              | 4    | 15     |
| 4    | 5   | Sebastian Vettel   | Ferrari                   | 66     | +9.167              | 3    | 12     |
| 5    | 16  | Charles Leclerc    | Ferrari                   | 66     | +13.361             | 5    | 10     |
| 6    | 10  | Pierre Gasly       | Red Bull-Honda            | 66     | +19.576             | 6    | 8      |
| 7    | 20  | Kevin Magnussen    | Haas-Ferrari              | 66     | +28.159             | 8    | 6      |
| 8    | 55  | Carlos Sainz jr.   | McLaren-Renault           | 66     | +32.342             | 12   | 4      |
| 9    | 26  | Daniil Kvjat       | Toro Rosso-Honda          | 66     | +33.056             | 9    | 2      |
| 10   | 8   | Romain Grosjean    | Haas-Ferrari              | 66     | +34.641             | 7    | 1      |
| 11   | 23  | Alexander Albon    | Toro Rosso-Honda          | 66     | +35.445             | 11   |        |
| 12   | 3   | Daniel Ricciardo   | Renault                   | 66     | +36.758             | 13   |        |
| 13   | 27  | Nico Hülkenberg    | Renault                   | 66     | +39.241             | Pit  |        |
| 14   | 7   | Kimi Räikkönen     | Alfa Romeo-Ferrari        | 66     | +41.803             | 14   |        |
| 15   | 11  | Sergio Pérez       | Racing Point-BWT Mercedes | 66     | +46.877             | 15   |        |
| 16   | 99  | Antonio Giovinazzi | Alfa Romeo-Ferrari        | 66     | +47.691             | 18   |        |
| 17   | 63  | George Russell     | Williams-Mercedes         | 65     | +1 ronde            | 19   |        |
| 18   | 88  | Robert Kubica      | Williams-Mercedes         | 65     | +1 ronde            | 17   |        |
| DNF  | 18  | Lance Stroll       | Racing Point-BWT Mercedes | 44     | Ongeluk             | 16   |        |
| DNF  | 4   | Lando Norris       | McLaren-Renault           | 44     | Ongeluk             | 10   |        |

S Lewis Hamilton behaalde een extra punt voor het rijden van de snelste ronde.

## Tussenstanden wereldkampioenschap
Betreft tussenstanden voor het wereldkampioenschap na afloop van de race.

### Coureurs
| Positie | No. | Rijder           | Team                      | Punten |
| ------- | --- | ---------------- | ------------------------- | ------ |
| 01      | 44  | Lewis Hamilton   | Mercedes                  | 112    |
| 02      | 77  | Valtteri Bottas  | Mercedes                  | 105    |
| 03      | 33  | Max Verstappen   | Red Bull-Honda            | 66     |
| 04      | 5   | Sebastian Vettel | Ferrari                   | 64     |
| 05      | 16  | Charles Leclerc  | Ferrari                   | 57     |
| 06      | 10  | Pierre Gasly     | Red Bull-Honda            | 21     |
| 07      | 20  | Kevin Magnussen  | Haas-Ferrari              | 14     |
| 08      | 11  | Sergio Pérez     | Racing Point-BWT Mercedes | 13     |
| 09      | 7   | Kimi Räikkönen   | Alfa Romeo-Ferrari        | 13     |
| 10      | 4   | Lando Norris     | McLaren-Renault           | 12     |

### Constructeurs
| Positie | Team                      | Punten |
| ------- | ------------------------- | ------ |
| 01      | Mercedes                  | 217    |
| 02      | Ferrari                   | 121    |
| 03      | Red Bull-Honda            | 87     |
| 04      | McLaren-Renault           | 22     |
| 05      | Racing Point-BWT Mercedes | 17     |
| 06      | Haas-Ferrari              | 15     |
| 07      | Alfa Romeo-Ferrari        | 13     |
| 08      | Renault                   | 12     |
| 09      | Toro Rosso-Honda          | 6      |
| 10      | Williams-Mercedes         | 0      |